# Никель-металлогидридный аккумулятор

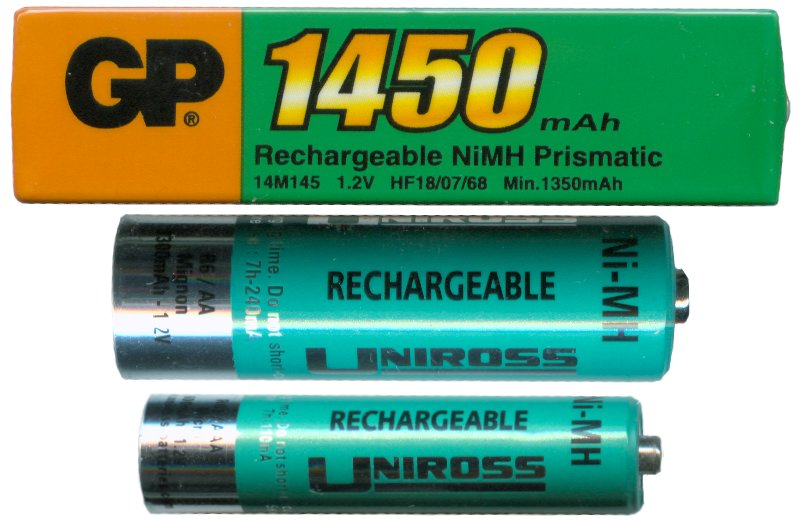
Никель-металлогидридные аккумуляторы типоразмеров «Gumstick», АА, ААА

Никель-металлогидридный аккумулятор (Ni-MH или NiMH) — вторичный химический источник тока, в котором анодом является водородный металлогидридный электрод (обычно гидрид никель-лантан или никель-литий), электролитом — гидроксид калия, катодом — оксид никеля.

## История изобретения
Исследования в области технологии изготовления NiMH-аккумуляторов начались в 1970-е годы и были предприняты как попытка преодоления недостатков никель-кадмиевых аккумуляторов. Однако, применявшиеся в то время металлогидридные соединения были нестабильны, и требуемые характеристики не были достигнуты. В результате процесс разработки NiMH-аккумуляторов застопорился. Новые металлогидридные соединения, достаточно устойчивые для применения в аккумуляторах, были разработаны в 1980 году. Начиная с конца 1980-х годов NiMH-аккумуляторы постоянно совершенствовались, главным образом по плотности запасаемой энергии. Их разработчики отмечали, что для NiMH-технологий имеется потенциальная возможность достижения ещё более высоких плотностей энергии.

## Параметры

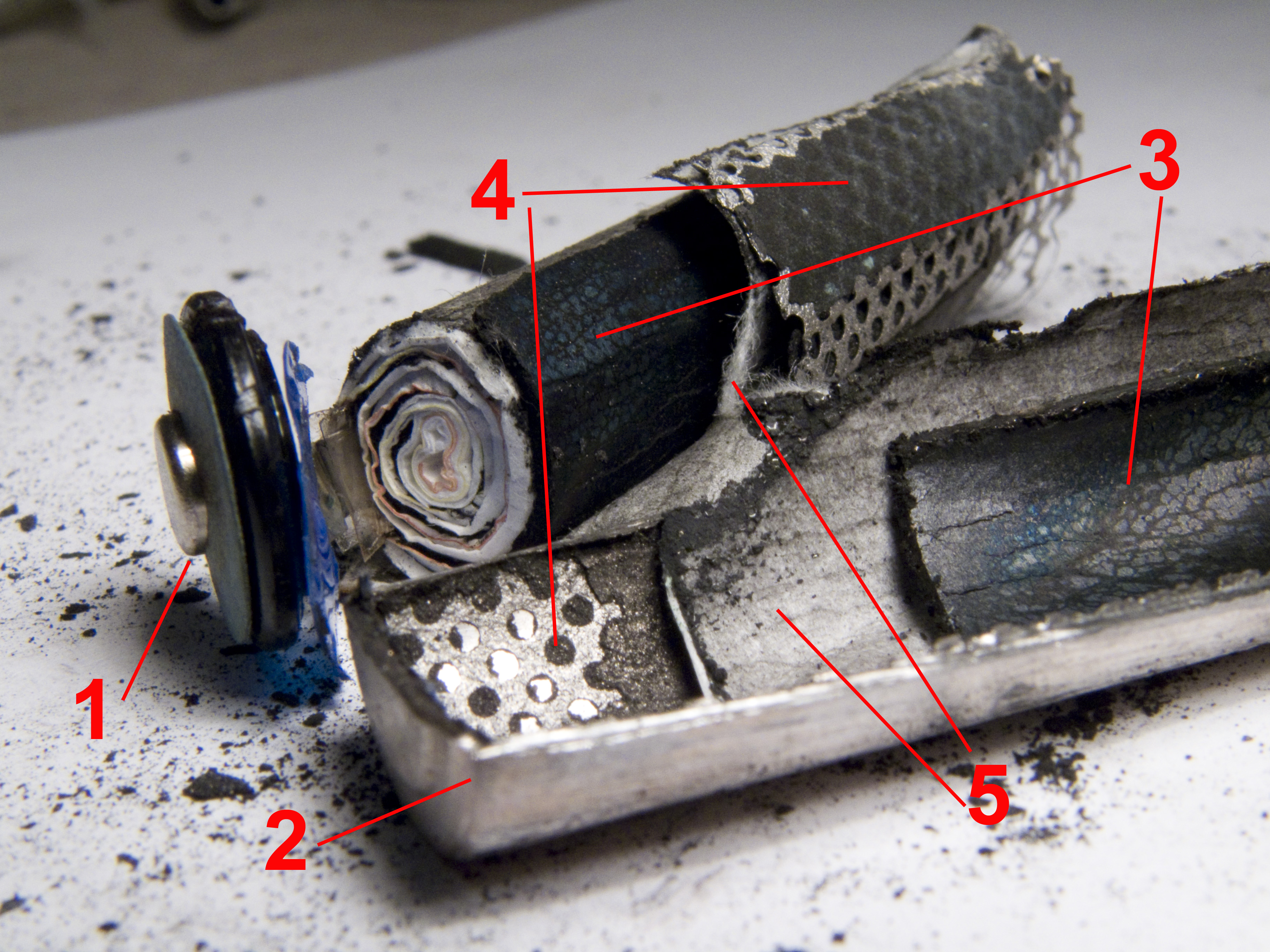
Устройство Ni-MH-аккумулятора: 1 — положительный контакт, 2 — металлический корпус (отрицательный контакт), 3 — положительный электрод, 4 — отрицательный электрод с токоприемником (металлическая сетка, соединенная с металлическим корпусом), 5 — сепаратор (между электродами)

- Теоретическая энергоёмкость: 300 Вт·ч/кг.
- Удельная энергоёмкость: около — 60-72 Вт·ч/кг.
- Удельная энергоплотность (Вт·ч/дм³): около — 150 Вт·ч/дм³.
- ЭДС: 1,25 В.
- Рабочая температура: −60…+55 °C (−40… +55).[источник не указан 2360 дней]
- Срок службы: около 300—500 циклов заряда/разряда (многие производители указывают 1000 циклов).[источник не указан 2360 дней]
- саморазряд: до 100 % в год (у старых типов аккумуляторов).

### Описание

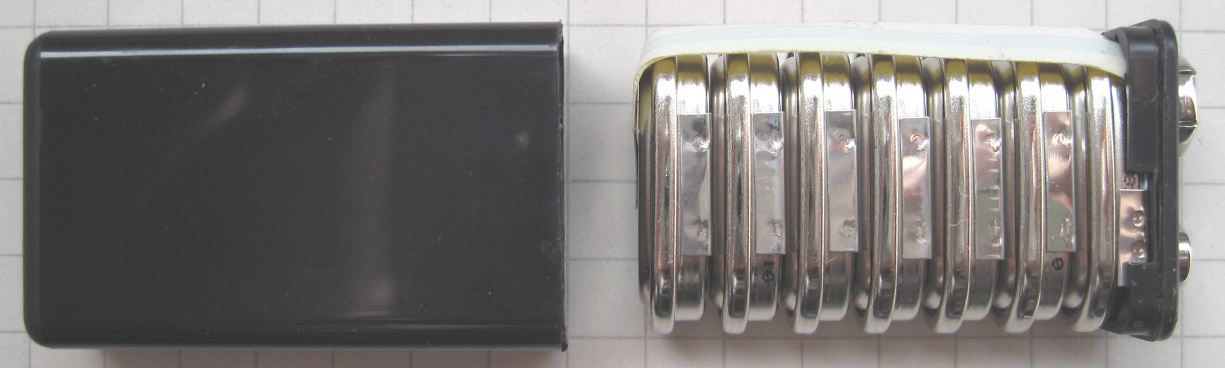
Аккумуляторная батарея типоразмера «Крона», состоящая из 7 плоских Ni-MH-аккумуляторов

У никель-металлогидридных аккумуляторов типа «Крона», как правило, начальное напряжение равно 8,4 В, затем напряжение постепенно снижается до 7,2 В, а затем, когда энергия аккумулятора исчерпывается, напряжение снижается быстро. Этот тип аккумуляторов разработан для замены никель-кадмиевых аккумуляторов. Никель-металлогидридные аккумуляторы имеют примерно на 20 % большую ёмкость при тех же габаритах, но меньший срок службы — от 200 до 300 циклов заряда/разряда. Саморазряд примерно в 1,5—2 раза выше, чем у никель-кадмиевых аккумуляторов.
NiMH-аккумуляторы практически избавлены от «эффекта памяти». Это означает, что заряжать не полностью разряженный аккумулятор можно, если он не хранился больше нескольких дней в таком состоянии. Если же аккумулятор был частично разряжен, а затем не использовался в течение длительного времени (более 30 дней), то перед зарядом его необходимо разрядить.
Экологически безопасны.
Наиболее благоприятный режим работы: заряд небольшим током, 0,1 C (C — номинальная ёмкость), время заряда — 15—16 часов (типичная рекомендация производителя); максимальный допустимый ток — 0,3 C — заявляется производителями.

### Хранение
Аккумуляторы нужно хранить полностью заряженными в холодильнике при температуре не ниже 0 °C. При хранении желательно регулярно (раз в 1—2 месяца) проверять напряжение. Оно не должно падать ниже 1 В. Если же напряжение упало, необходимо зарядить аккумуляторы заново.

## NiMH-аккумуляторы с низким саморазрядом (LSD NiMH)
Никель-металлогидридные аккумуляторы с низким саморазрядом (англ. low self-discharge nickel-metal hydride battery, LSD NiMH) впервые были представлены в ноябре 2005 года фирмой Sanyo под торговой маркой Eneloop. Позднее[когда?] многие мировые производители представили свои LSD NiMH-аккумуляторы.
Этот тип аккумуляторов имеет сниженный саморазряд, а значит, обладает более длительным сроком хранения по сравнению с обычными NiMH. Аккумуляторы продаются как «готовые к использованию» или «предварительно заряженные» и позиционируются как замена щелочным батарейкам.
По сравнению с обычными аккумуляторами NiMH, LSD NiMH являются наиболее полезными, когда между зарядкой и использованием аккумулятора может пройти более трёх недель. Обычные NiMH-аккумуляторы теряют до 10 % ёмкости заряда в течение первых 24 часов после заряда, затем ток саморазряда стабилизируется на уровне до 0,5 % ёмкости в день. Для LSD NiMH этот параметр, как правило, находится в диапазоне от 0,04 % до 0,1 % ёмкости в день. Производители утверждают, что улучшив электролит и электрод, удалось добиться следующих преимуществ LSD NiMH относительно классической технологии:
1. Возможность работать с высокими токами разряда, которые могут на порядок превышать ёмкость аккумулятора. Из-за этой особенности LSD NiMH очень хорошо справляются с мощными фонарями, фотовспышками, радиоуправляемыми моделями и любыми другими мобильными устройствами, которые требуют отдачи большого тока.
2. Высокий коэффициент устойчивости к морозам. При −20 °C — потеря номинальной мощности составляет не более 12 %, в то время как лучшие экземпляры[источник не указан 2580 дней] обычных NiMH-аккумуляторов теряют порядка 20—30 %.
3. Лучшее сохранение рабочего напряжения. Многие устройства не имеют драйверов питания и выключаются при падении напряжения, характерного для Ni-MH — до 1,1 В, а предупреждение низкого питания наступает при 1,205 В.
4. Большее время жизни: в 2—3 раза больше циклов заряда-разряда (до 1500 циклов) и лучше сохраняется ёмкость на протяжении жизни элемента.

Другим преимуществом NiMH-аккумуляторов с низким саморазрядом (LSD NiMH) является то, что они обычно имеют значительно более низкое внутреннее сопротивление, чем обычные NiMH-батареи. Это сказывается весьма положительно в устройствах с высоким токопотреблением:
- Более стабильное напряжение
- Уменьшенное тепловыделение, особенно на режимах быстрого заряда/разряда
- Более высокая эффективность
- Способность к высокой импульсной токоотдаче (пример: зарядка вспышки фотоаппарата происходит быстрее)
- Возможность продолжительной работы в устройствах с низким энергопотреблением (примеры: пульт дистанционного управления, часы).

## Методы заряда

Кривая заряда NiMH-аккумулятора

Зарядка производится электрическим током при напряжении на элементе до 1,4—1,6 В. Напряжение на полностью заряженном элементе без нагрузки составляет 1,4 В. Напряжение при нагрузке меняется от 0,9 до 1,4 В. Напряжение без нагрузки на полностью разряженном аккумуляторе составляет 1,0—1,1 В (дальнейшая разрядка может испортить элемент). Для зарядки аккумулятора используется постоянный или импульсный ток с кратковременными отрицательными импульсами (для предотвращения эффекта «памяти», метод заряда аккумуляторов переменным асимметричным током).

### Контроль окончания заряда по изменению напряжения
Одним из методов определения окончания заряда является метод -ΔV. На изображении показан график напряжения на элементе при заряде. Зарядное устройство заряжает аккумулятор постоянным током. После того, как аккумулятор полностью заряжен, напряжение на нём начинает падать. Эффект наблюдается только при достаточно больших токах зарядки (0,5C — 1C). Зарядное устройство должно определить это падение и выключить зарядку.
Существует ещё так называемый «inflexion» — метод определения окончания быстрой зарядки. Суть метода заключается в том, что анализируется не максимум напряжения на аккумуляторе, а изменение производной напряжения по времени. То есть быстрая зарядка прекратится в тот момент, когда скорость роста напряжения будет минимальной. Это позволяет завершить фазу быстрой зарядки раньше, когда температура аккумулятора ещё не успела значительно подняться. Однако метод требует измерения напряжения с большей точностью и некоторых математических вычислений (вычисления производной и цифровой фильтрации полученного значения).

### Контроль окончания заряда по изменению температуры
При зарядке элемента постоянным током бо́льшая часть электрической энергии преобразуется в химическую энергию. Когда аккумулятор полностью заряжен, то подводимая электрическая энергия будет преобразовываться в тепло. При достаточно большом зарядном токе можно определить окончание заряда по резкому увеличению температуры элемента, установив датчик температуры аккумулятора. Максимальная допустимая температура аккумулятора — +60 °C.

### Расчёт времени заряда
Для расчёта времени заряда аккумулятора используется следующая формула: t = 1.3*(ёмкость аккумулятора / ток заряда)

## Области применения

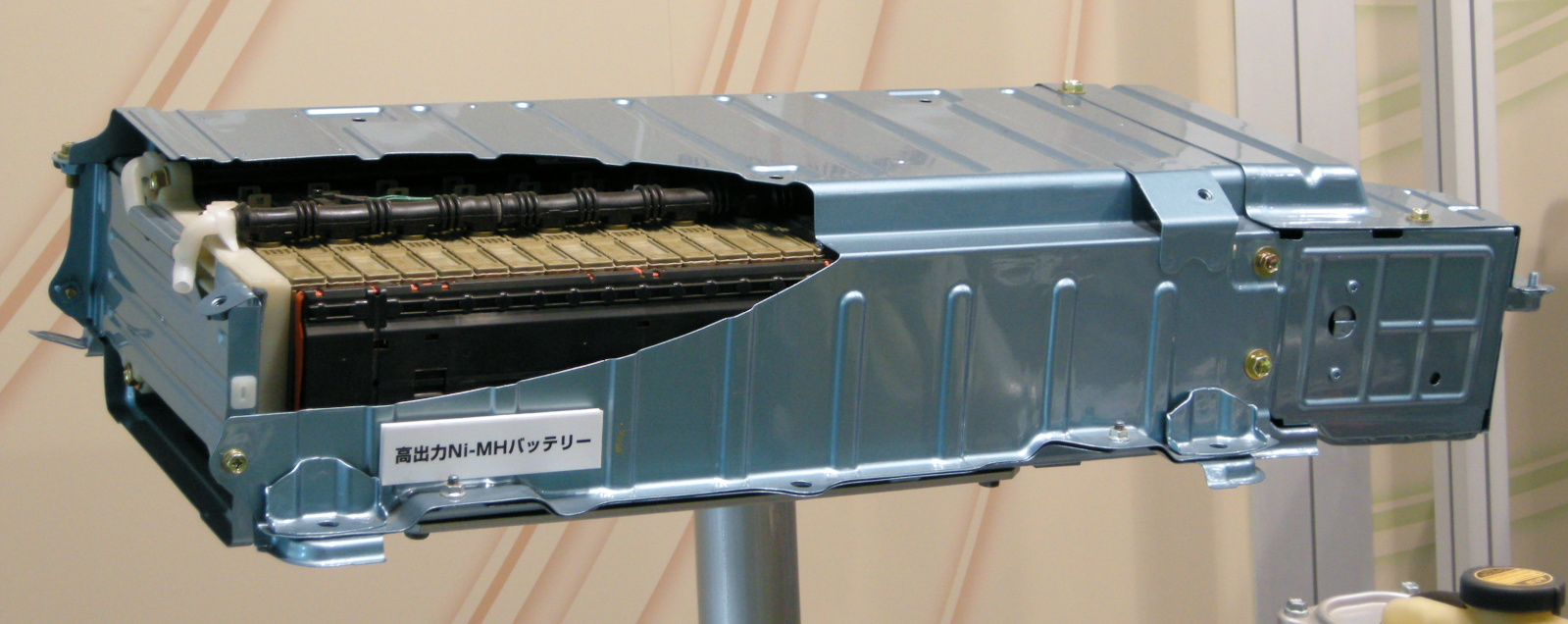
Ni-MH-аккумуляторная батарея автомобиля Toyota NHW20 Prius

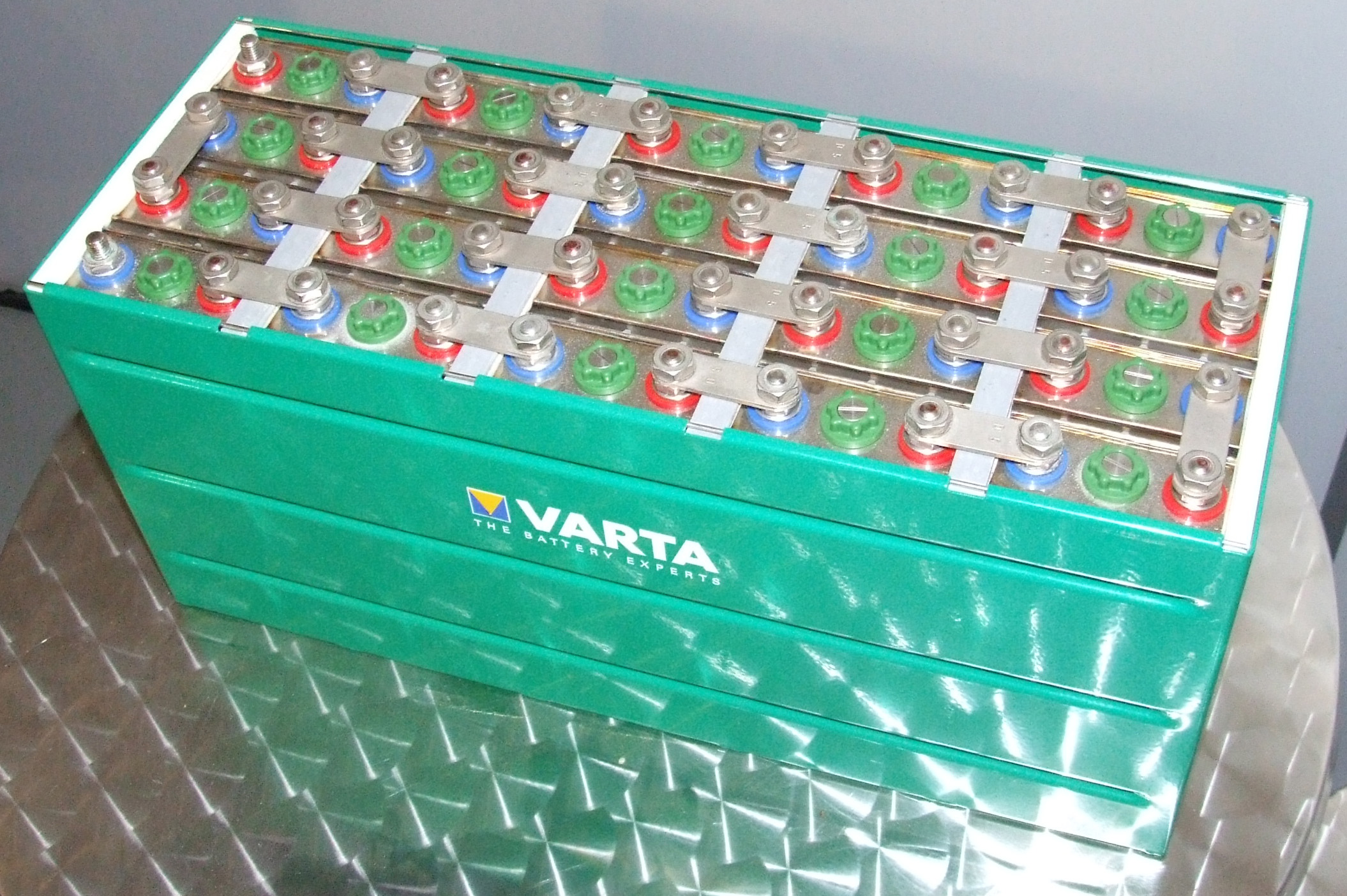
Аккумуляторная батарея фирмы Varta, «Museum Autovision», Альтлусхайм

Замена стандартного гальванического элемента, электромобили, дефибрилляторы, ракетно-космическая техника, системы автономного энергоснабжения, радиоаппаратура, осветительная техника, модели с электрическим приводом.